# Астрильд-мурахоїд червонолобий
Астри́льд-мурахоїд червонолобий (Parmoptila rubrifrons) — вид горобцеподібних птахів родини астрильдових (Estrildidae). Мешкає в Західній Африці. Рудогрудий астрильд-мурахоїд раніше вважався підвидом червонолобого астрильда-мурахоїда, однак у 2003 році був визнаний окремим видом.

## Опис
Довжина птаха становить 11-12,5 см, вага 8-10,5 г. У самців лоб і передня частина тімені яскраво-червоні, тім'я і потилиця оливково-коричнева, окремі пера на них мають білуваті кінчики. Обличчя і голова з боків оливково-коричневі, поцятковані білуватими плмками і смужками, пера на них мають білі кінчики і білі стрижні. Підборіддя білувате, решта нижньої частини тіла темно-каштанова. Крила темно-сірувато-коричневі, поцятковані світлими смужками. Очі темно-червоні, дзьоб чорний.
У самиць червона пляма на лобі відсутня. Решта верхньої частини голови і верхня частина тіла оливково-коричневі, пера на ній мають охристі кінчики. Нижня частина тіла кремово-біла, пера на ній мають темно-коричневі кінчики, що формують плямистий візерунок. У молодих птахів верхня частина тіла блідо-рудувато-коричнева, більш рівномірна, ніж у дорослих птахів, однак місцями поцяткована темними плямами.

## Поширення і екологія
Червонолобі астрильди-мурахоїди мешкають в Сьєрра-Леоне, Гвінеї, Ліберії, Кот-д'Івуарі і Гані. Вони живуть у вологих рівнинних і заболочених тропічних лісах, часто поблизу водойм. Зустрічаються поодинці або парами. Живляться переважно мурахами, яких шукають на деревах, на висоті від 5 до 10 м над землею. Гніздо кулеподібне, дуже велике (діаметром до 40 см), робиться переважно самицею з переплетеної трави і листя, розміщується на невисоких деревах в підліску, на висоті від 2,5 до 3,5 м над землею.

## Збереження
МСОП класифікує стан збереження цього виду як близький до загрозливого. Червонолобі астрильди-мурахоїди є рідкісними, малодослідженими птахами з фрагментованим ареалом, яким загрожує знищення природного середовища.